# Ghințură
Ghințura sau Ghințura de primăvară (Gentiana verna - L.) este o plantă foarte scundă din genul Gentiana, familia  Gentianaceae.

## Descriere

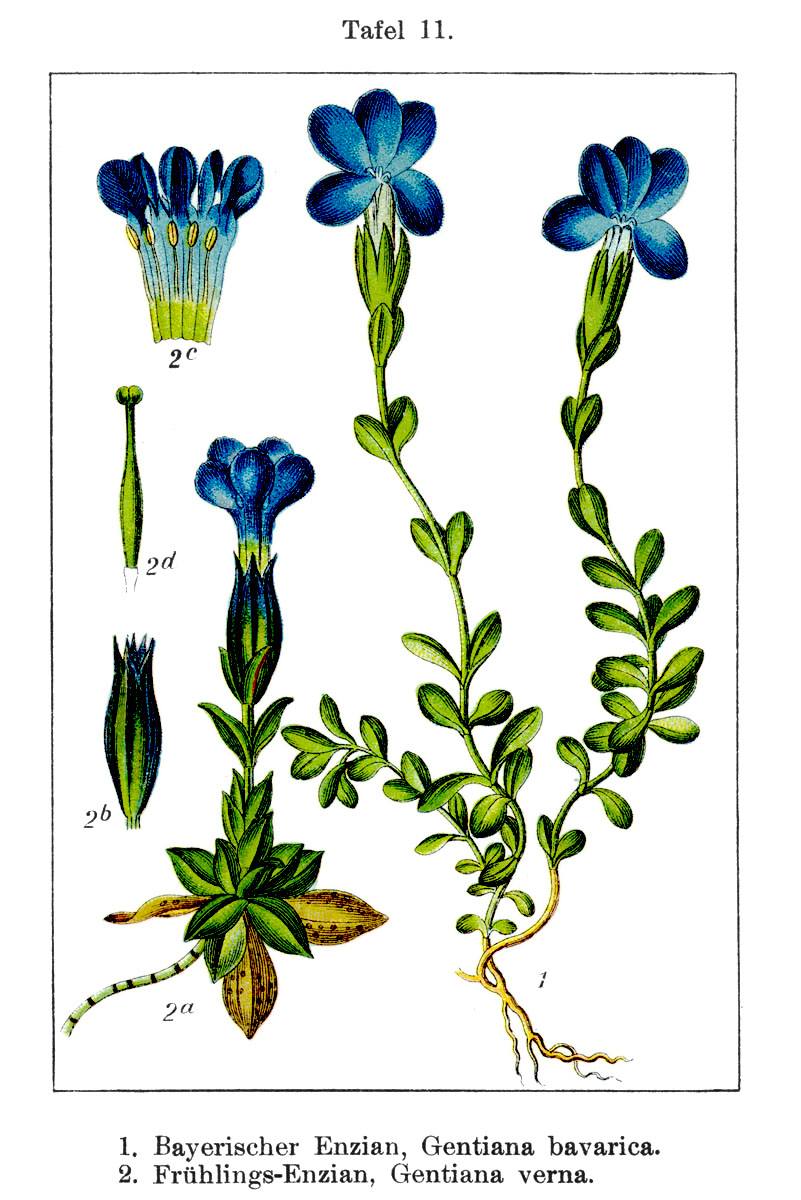
Morfologia

Ghințura este foarte scundă, cu o tulpină de 20–50 mm, cu câteva perechi de frunze mici. Tulpina poartă la vârf o singură floare.
Floarea este de un albastru viu (uneori roșu-purpuriu sau foarte rar albă) și are diametrul de 10–20 mm. Ghințura înflorește de la sfârșitul primăverii până la începutul verii (din mai până în august) în funcție de altitudine. Caliciul este lung, de cele mai multe ori umflat, cu cinci muchii proeminente, ascuțite și cinci dințișori. Corola este formată dintr-un tub și cinci petale ovale, întinse, late, în stea. Este o plantă meliferă (care atrage fluturii și albinele pentru polenizare). Furnicile sunt cele care îi răspândesc semințele. 
Frunzele de la baza tulpinii sunt scurte, ovale și îngrămădite în rozetă, cele de pe tulpina sunt rotunde, mai mici și mai rare.

## Răspândire

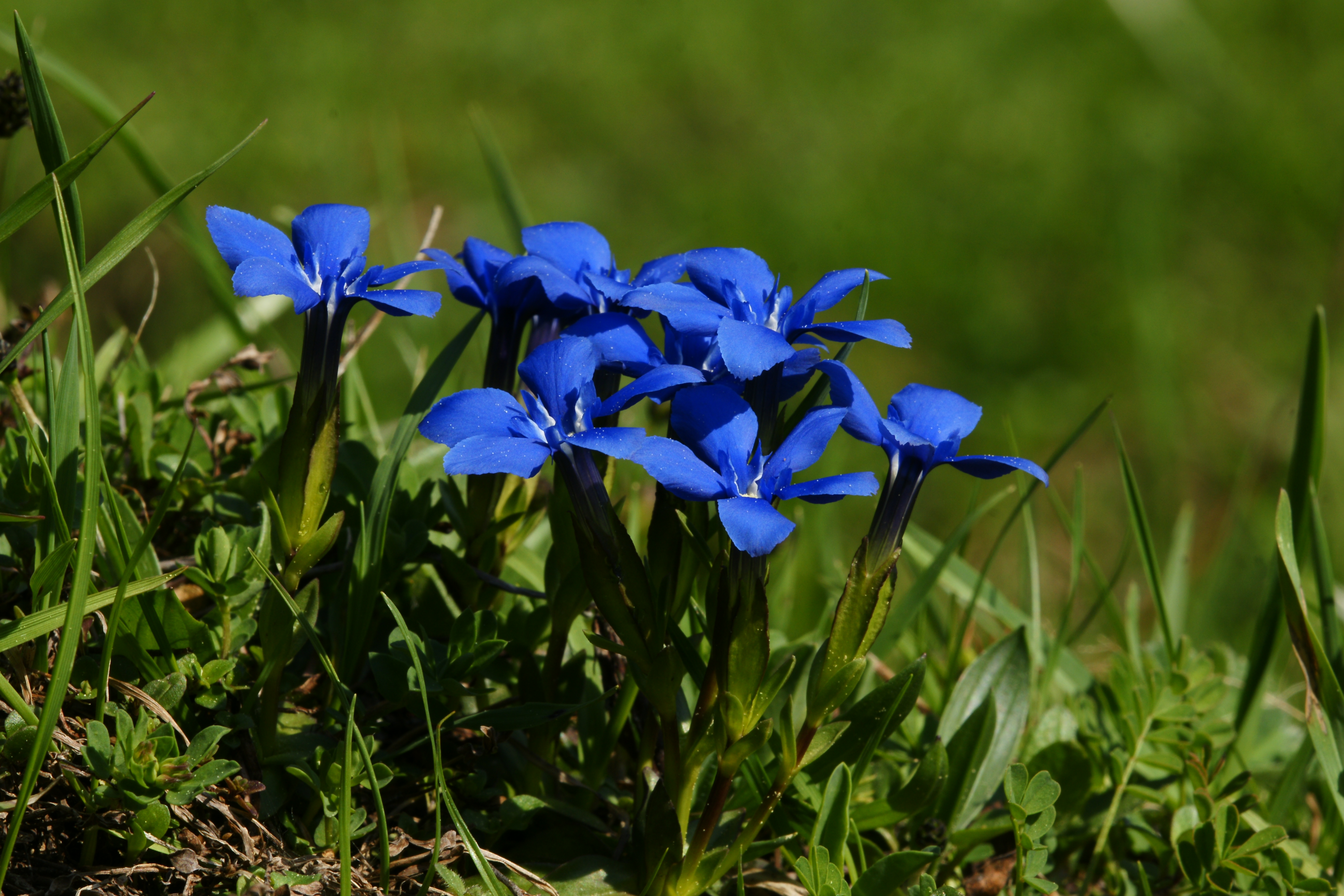
Gentiana verna

Gentiana verna este una dintre cele mai răspândite din genul Gentiana, se găsește pe pajiștile alpine însorite din toată Eurasia, din Irlanda până în Rusia. Este o plantă comună în centrul și în sud-estul Europei, pe munții de mică înălțime, cum ar fi Munții Jura și Balcani. Crește până la altitudinea de 2.600 m. Apare și în regiunile montane, de pe înălțimile Atlas din Maroc până pe munții din Turcia, Irak și Iran. În nordul Europei este foarte rar întâlnită, apare doar pe valea Teesdale din nordul Angliei și în câteva locații din vestul Irlandei.  Prosperă pe pajiștile uscate, cu soluri calcaroase și pe solurile bogate în silicați. Datorită rarității sale în câteva țări europene a fost declarată specie pe cale de dispariție.